# Gornja Zenica
Gornja Zenica (en cyrillique : Горња Зеница) est un village de Bosnie-Herzégovine. Il est situé sur le territoire de la ville de Zenica, dans le canton de Zenica-Doboj et dans la fédération de Bosnie-et-Herzégovine. Selon les premiers résultats du recensement bosnien de 2013, il compte 1 999 habitants.

## Géographie
Le village est situé dans les faubourgs sud de Zenica.

## Démographie

### Évolution historique de la population dans la localité
| 1948 | 1953 | 1961  | 1971  | 1981  | 1991  | 2013  |
| ---- | ---- | ----- | ----- | ----- | ----- | ----- |
| -    | -    | 1 178 | 1 272 | 2 540 | 2 516 | 1 999 |

|  |